# Roemenië op de Olympische Spelen

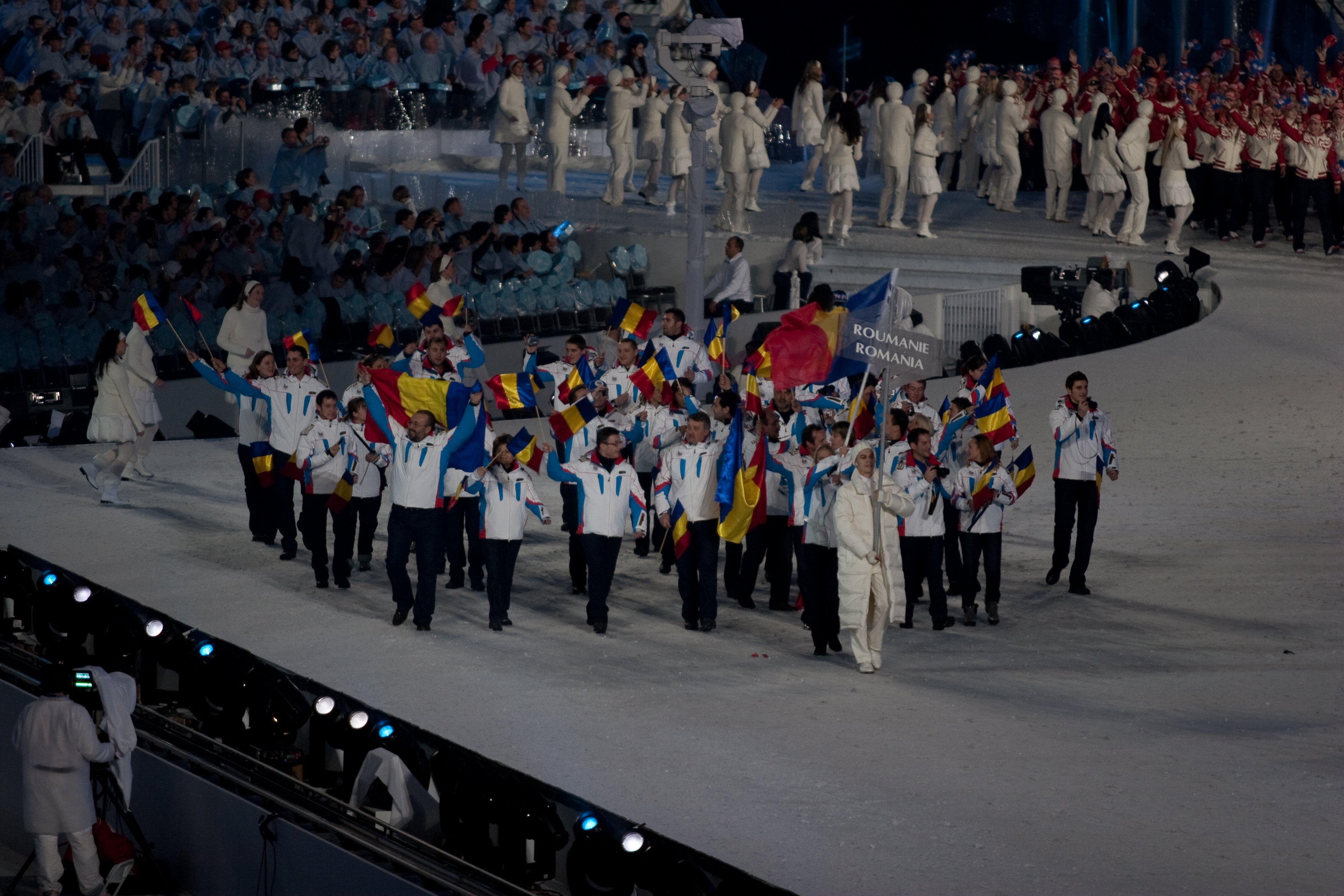
Roemeense ploeg bij de opening van de Olympische Winterspelen 2010

Roemenië is een van de landen die deelneemt aan de Olympische Spelen. Roemenië debuteerde op de Zomerspelen van 1900. Achtentwintig jaar later, in 1928, kwam het voor het eerst uit op de Winterspelen.
Parijs was voor Roemenië de 23e deelname aan de Zomerspelen, in 2022 werd voor de 22e keer deelgenomen aan de Winterspelen. Dankzij de in 1968 door Ion Panțuru en Nicolae Neagoe in de tweemansbob behaalde bronzen medaille is het land een van de 44 landen die zowel op de Winter- als de Zomerspelen een medaille behaalde.

## Medailles en deelnames
Er werden 309 medailles behaald. Naast de bronzen medaille op de Winterspelen werden op de Zomerspelen 90 gouden, 97 zilveren en 121 bronzen medailles gehaald.
Dit is inclusief de bronzen medaille die worstelaar Gheorghita Stefan later alsnog toegewezen kreeg bij de middengewichten (-74 kg) in de vrije stijl wegens diskwalificatie van een van de bronzen medaillewinnaars, maar exclusief de drie oorspronkelijke behaalde medailles in 2012 (2) en 2016 (1) in het gewichtheffen die werden ontnomen wegens doping gebruik.

### Overzicht
De tabel geeft een overzicht van de jaren waarin werd deelgenomen, het aantal gewonnen medailles en de eventuele plaats in het medailleklassement.
| Zomerspelen | Zomerspelen | Zomerspelen | Zomerspelen | Zomerspelen | Zomerspelen |        | Winterspelen | Winterspelen | Winterspelen | Winterspelen | Winterspelen | Winterspelen |
| Jaar        | Goud        | Zilver      | Brons       | Totaal      | Rang        | Jaar   | Goud         | Zilver       | Brons        | Totaal       | Rang         |              |
| 1900        | 0           | 0           | 0           | 0           | -           |        |              |              |              |              |              |              |
| 1904        | -           | -           | -           | -           | -           |        |              |              |              |              |              |              |
| 1908        | -           | -           | -           | -           | -           |        |              |              |              |              |              |              |
| 1912        | -           | -           | -           | -           | -           |        |              |              |              |              |              |              |
| 1920        | -           | -           | -           | -           | -           |        |              |              |              |              |              |              |
| 1924        | 0           | 0           | 1           | 1           | 23          | 1924   | -            | -            | -            | -            | -            |              |
| 1928        | 0           | 0           | 0           | 0           | -           | 1928   | 0            | 0            | 0            | 0            | -            |              |
| 1932        | -           | -           | -           | -           | -           | 1932   | 0            | 0            | 0            | 0            | -            |              |
| 1936        | 0           | 1           | 0           | 1           | 25          | 1936   | 0            | 0            | 0            | 0            | -            |              |
| 1948        | -           | -           | -           | -           | -           | 1948   | 0            | 0            | 0            | 0            | -            |              |
| 1952        | 1           | 1           | 2           | 4           | 23          | 1952   | 0            | 0            | 0            | 0            | -            |              |
| 1956        | 5           | 3           | 5           | 13          | 9           | 1956   | 0            | 0            | 0            | 0            | -            |              |
| 1960        | 3           | 1           | 6           | 10          | 11          | 1960   | -            | -            | -            | -            | -            |              |
| 1964        | 2           | 4           | 6           | 12          | 14          | 1964   | 0            | 0            | 0            | 0            | -            |              |
| 1968        | 4           | 6           | 5           | 15          | 12          | 1968   | 0            | 0            | 1            | 1            | 15           |              |
| 1972        | 3           | 6           | 7           | 16          | 13          | 1972   | 0            | 0            | 0            | 0            | -            |              |
| 1976        | 4           | 9           | 14          | 27          | 9           | 1976   | 0            | 0            | 0            | 0            | -            |              |
| 1980        | 6           | 6           | 13          | 25          | 7           | 1980   | 0            | 0            | 0            | 0            | -            |              |
| 1984        | 20          | 16          | 17          | 53          | 2           | 1984   | 0            | 0            | 0            | 0            | -            |              |
| 1988        | 7           | 11          | 6           | 24          | 8           | 1988   | 0            | 0            | 0            | 0            | -            |              |
| 1992        | 4           | 6           | 8           | 18          | 14          | 1992   | 0            | 0            | 0            | 0            | -            |              |
| 1996        | 4           | 7           | 9           | 20          | 14          | 1994   | 0            | 0            | 0            | 0            | -            |              |
| 2000        | 11          | 6           | 9           | 26          | 11          | 1998   | 0            | 0            | 0            | 0            | -            |              |
| 2004        | 8           | 5           | 6           | 19          | 14          | 2002   | 0            | 0            | 0            | 0            | -            |              |
| 2008        | 4           | 1           | 4           | 9           |             | 2006   | 0            | 0            | 0            | 0            | -            |              |
| 2012        | 2           | 4           | 1           | 7           |             | 2010   | 0            | 0            | 0            | 0            | -            |              |
| 2016        | 1           | 1           | 2           | 4           |             | 2014   | 0            | 0            | 0            | 0            | -            |              |
| 2020        | 1           | 3           | 0           | 4           | 46          | 2018   | 0            | 0            | 0            | 0            | -            |              |
| 2024        | 3           | 4           | 2           | 9           | 23          | 2022   | 0            | 0            | 0            | 0            | -            |              |
| Totaal      | 93          | 101         | 123         | 317         |             | Totaal | 0            | 0            | 1            | 1            |              |              |
| Tot. Z+W    | 93          | 101         | 124         | 318         |             |        |              |              |              |              |              |              |

2008: van oorspronkelijk 4-1-3 aangepast naar 4-1-4
2012: van oorspronkelijk 2-5-2 aangepast naar 2-4-1
2016: van oorspronkelijk 1-1-3 aangepast naar 1-1-2

### Ontnomen medailles
| Editie | Sport         | Olympiër             | Onderdeel                      | Medaille |  |
| ------ | ------------- | -------------------- | ------------------------------ | -------- |  |
| 2012   | Gewichtheffen | Răzvan Martin        | lichtgewicht (-69) kg (m)      | Brons    |  |
| 2012   | Gewichtheffen | Roxana Daniela Cocos | lichtzwaargewicht (-69 kg) (v) | Zilver   |  |
| 2016   | Gewichtheffen | Gabriel Sîncrăian    | lichtzwaargewichten (-85 kg)   | Brons    |  |

Afghanistan · Albanië · Algerije · Amerikaans-Samoa · Amerikaanse Maagdeneilanden · Andorra · Angola · Antigua en Barbuda · Argentinië · Armenië · Aruba · Australië · Azerbeidzjan · Bahama's · Bahrein · Bangladesh · Barbados · België · Belize · Benin · Bermuda · Bhutan · Bolivia · Bosnië en Herzegovina · Botswana · Brazilië · Britse Maagdeneilanden · Brunei · Bulgarije · Burkina Faso · Burundi · Cambodja · Canada · Centraal-Afrikaanse Republiek · Chili · China · Chinees Taipei · Colombia · Comoren · Congo-Brazzaville · Congo-Kinshasa · Cookeilanden · Costa Rica · Cuba · Cyprus · Denemarken · Djibouti · Dominica · Dominicaanse Republiek · Duitsland · Ecuador · Egypte · El Salvador · Equatoriaal-Guinea · Eritrea · Estland · Ethiopië · Fiji · Filipijnen · Finland · Frankrijk · Gabon · Gambia · Georgië · Ghana · Grenada · Griekenland · Groot-Brittannië · Guam · Guatemala · Guinee · Guinee-Bissau · Guyana · Haïti · Honduras · Hongarije · Hongkong · Ierland · IJsland · India · Indonesië · Irak · Iran · Israël · Italië · Ivoorkust · Jamaica · Japan · Jemen · Jordanië · Kaaimaneilanden · Kaapverdië · Kameroen · Kazachstan · Kenia · Kirgizië · Kiribati · Koeweit · Kosovo · Kroatië · Laos · Lesotho · Letland · Libanon · Liberia · Libië · Liechtenstein · Litouwen · Luxemburg · Madagaskar · Malawi · Malediven · Maleisië · Mali · Malta · Marokko · Marshalleilanden · Mauritanië · Mauritius · Mexico · Micronesië · Moldavië · Monaco · Mongolië · Montenegro · Mozambique · Myanmar · Namibië · Nauru · Nederland · Nepal · Nicaragua · Nieuw-Zeeland · Niger · Nigeria · Noord-Korea · Noord-Macedonië · Noorwegen · Oeganda · Oekraïne · Oezbekistan · Oman · Oost-Timor · Oostenrijk · Pakistan · Palau · Palestina · Panama · Papoea-Nieuw-Guinea · Paraguay · Peru · Polen · Portugal · Puerto Rico · Qatar · Roemenië · Rusland · Rwanda · Saint Kitts en Nevis · Saint Lucia · Saint Vincent en de Grenadines · Salomonseilanden · Samoa · San Marino · Saoedi-Arabië · Sao Tomé en Principe · Senegal · Servië · Seychellen · Sierra Leone · Singapore · Slovenië · Slowakije · Somalië · Spanje · Sri Lanka · Soedan · Suriname · Swaziland · Syrië · Tadzjikistan · Tanzania · Thailand · Togo · Tonga · Trinidad en Tobago · Tsjaad · Tsjechië · Tunesië · Turkije · Turkmenistan · Tuvalu · Uruguay · Vanuatu · Venezuela · Verenigde Arabische Emiraten · Verenigde Staten · Vietnam · Wit-Rusland · Zambia · Zimbabwe · Zuid-Afrika · Zuid-Korea · Zuid-Soedan · Zweden · Zwitserland
Historische landen: Bohemen · Bondsrepubliek Duitsland · Brits-Indië · Duitse Democratische Republiek · Joegoslavië · Malaya · Nederlandse Antillen · Noord-Borneo · Noord-Jemen · Saarland · Servië en Montenegro · Sovjet-Unie · Tsjecho-Slowakije · West-Indische Federatie · Zuid-Jemen
Bijzondere deelnames: Onafhankelijke olympische atleten · Vluchtelingenteam 
 Australazië · Duits Eenheidsteam · Gemengd team · Gezamenlijk Team